# بني سارى (نهم)

تعديل مصدري - تعديل

بني سارى هي إحدى قرى عزلة الحنشات بمديرية نهم التابعة لمحافظة صنعاء، بلغ تعداد سكانها 167 نسمة حسب تعداد اليمن لعام 2004.